# デニス・クエイド
デニス・ウィリアム・クエイド（Dennis William Quaid, 1954年4月9日 - ）は、アメリカ合衆国テキサス州ヒューストン出身の俳優。兄のランディ・クエイドも俳優。

## 来歴
ヒューストン大学で演技を学ぶが中退、俳優になるためにロサンゼルスに出てチャンスをうかがうようになる。テレビ・ラジオなどに出演するようになり、1979年の青春映画『ヤング・ゼネレーション』から注目されはじめ、実在した宇宙飛行士たちのノンフィクション・ドラマ『ライトスタッフ』で高い評価を得た。
2002年公開映画のトッド・ヘインズ監督作の『エデンより彼方に』で、主演のジュリアン・ムーアが演じるキャシー・ウィテカーの夫フランク・ウィテカー役で、ゲイに目覚める男を演じる。本作の演技でニューヨーク映画批評家協会賞 助演男優賞を受賞し、公開年度のゴールデングローブ賞 助演男優賞にもノミネートされた。
2010年にはHBOで放送されたテレビ映画『The Special Relationship 』でビル・クリントンを演じ、エミー賞やゴールデングローブ賞などにノミネートされた。
the Sharksというバンドでプレイするミュージシャンでもあり、また砂漠で不時着、遭難するという内容の映画『フライト・オブ・フェニックス』において演じたように、セスナ級を操縦できるパイロットの資格も持っている。

## 私生活
1978年に女優のP・J・ソールズと結婚するが、1983年に離婚した。1991年に女優のメグ・ライアンと結婚し、一人息子ジャック・クエイドを授かる。また、ライアンの助力によって麻薬中毒を克服した。しかし、2001年に離婚した。その3年後、不動産仲介人と再婚し、2007年に双子をもうける。この双子は生後10日目に、医療スタッフのミスにより通常の1000倍の量のヘパリンが投与された。2人とも命は助かったが、クエイドは製薬会社に対して訴訟を起こした。この女性とも2012年3月に離婚している。親権は元妻がもち、デニスは養育費を払っている。

## 出演作品

### 映画
| 公開年 | 邦題 原題                                                          | 役名                           | 備考 | 日本語吹替                                                               |
| ------ | ------------------------------------------------------------------ | ------------------------------ | --- | ------------------------------------------------------------------------ |
| 1977年 | ジェームズ・ディーンにさよならを September 30, 1955                | フランク                       | |                                                                          |
| 1978年 | ウィニング・シーズン/勝利の季節 Our Winning Season                 | ポール                         | |                                                                          |
| 1979年 | ヤング・ゼネレーション Breaking Away                               | マイク                         | | 鈴置洋孝                                                                 |
| 1980年 | ロング・ライダーズ The Long Riders                                 | エド・ミラー                   | | 谷口節                                                                   |
| 1981年 | 恋のドラッグストア・ナイト All Night Long                          | フレディ                       | |                                                                          |
| 1981年 | おかしなおかしな石器人 Caveman                                     | ラー                           | | 仲木隆司                                                                 |
| 1981年 | さよならジョージア The Night the Lights Went Out in Georgia        | トラヴィス・チャイルド         | |                                                                          |
| 1981年 | パラダイス・アーミー Stripes                                       | 来賓                           | クレジットなし | 大塚明夫                                                                 |
| 1983年 | ザ・ファイト Tough Enough                                          | アート・ロング                 | |                                                                          |
| 1983年 | ジョーズ3 Jaws 3-D                                                 | マイケル・ブロディ             | | 柴田侊彦                                                                 |
| 1983年 | ライトスタッフ The Right Stuff                                     | ゴードン・クーパー             | | 大塚芳忠                                                                 |
| 1984年 | ドリームスケープ Dreamscape                                        | アレックス・ガードナー         | |                                                                          |
| 1985年 | 第5惑星 Enemy Mine                                                 | ウィリス・ダビッジ             | | 屋良有作                                                                 |
| 1986年 | ビッグ・イージー The Big Easy                                      | レミー・マクスワイン刑事       | インデペンデント・スピリット賞主演男優賞受賞 『木曜洋画劇場』放映時の題名は 『ブロンド・ターゲット 美人検事VS戦慄の殺人コップ』 | 山寺宏一（テレビ東京版）                                                 |
| 1987年 | インナースペース Innerspace                                        | タック・ペンドルトン           | | 上杉祥三（劇場公開版） 谷口節（TBS版）                                   |
| 1987年 | 容疑者 Suspect                                                     | エディ・サンガー               | |                                                                          |
| 1988年 | D.O.A./死へのカウントダウン D.O.A.                                 | デクスター・コーネル           | | 大塚芳忠                                                                 |
| 1988年 | 熱き愛に時は流れて Everybody's All-American                        | ギャヴィン・グレイ             | | 磯部勉                                                                   |
| 1989年 | グレート・ボールズ・オブ・ファイヤー Great Balls of Fire!          | ジェリー・リー・ルイス         | |                                                                          |
| 1990年 | 愛と哀しみの旅路 Come See the Paradise                             | ジャック・フォークナー         | | 小川真司（ソフト版） 内田夕夜（Disney+版）                               |
| 1990年 | ハリウッドにくちづけ Postcards from the Edge                       | ジャック・マクガーン           | | 池田勝（VHS版）                                                          |
| 1993年 | ワイルダー・ナパーム Wilder Napalm                                 | ウォレス                       | |                                                                          |
| 1993年 | アンダーカバー・ブルース/子連れスパイ危機一発 Undercover Blues     | ジェファーソン・ブルー         | | 安原義人                                                                 |
| 1993年 | フレッシュ・アンド・ボーン 〜渇いた愛のゆくえ〜 Flesh and Bone     | アーリス・スウィーニー         | | 菅生隆之                                                                 |
| 1994年 | ワイアット・アープ Wyatt Earp                                      | ドク・ホリデイ                 | | 大塚明夫（ソフト版） 堀勝之祐（テレビ東京版）                            |
| 1995年 | 愛に迷った時 Something to Talk About                               | エディ・ビション               | | 大塚芳忠                                                                 |
| 1996年 | ドラゴンハート Dragonheart                                         | ボーエン                       | | 大塚明夫（ソフト版、日本テレビ版）                                       |
| 1997年 | スイッチバック 追跡者 Switchback                                   | フランク・ラクロス             | | 大塚明夫                                                                 |
| 1998年 | セイヴィア Savior                                                  | ジョシュア・ローズ             | | 後藤哲夫                                                                 |
| 1998年 | ファミリー・ゲーム/双子の天使 The Parent Trap                      | ニック・パーカー               | | 大塚明夫                                                                 |
| 1999年 | マイ・ハート、マイ・ラブ Playing by Heart                          | ヒュー                         | | 大塚明夫                                                                 |
| 1999年 | エニイ・ギブン・サンデー Any Given Sunday                          | ジャック“キャプ”ルーニー       | | 相沢まさき（ソフト版） 水内清光（テレビ朝日版） 大塚明夫（日本テレビ版） |
| 2000年 | トラフィック Traffic                                               | アーニー・メッツガー           | | 小室正幸                                                                 |
| 2000年 | オーロラの彼方へ Frequency                                         | フランク・サリヴァン           | | 安原義人（ソフト版） 大塚明夫（日本テレビ版）                            |
| 2001年 | ディナー・ウィズ・フレンズ Dinner with Friends                     | ゲイブ                         | |                                                                          |
| 2002年 | エデンより彼方に Far from Heaven                                   | フランク・ウィテカー           | ゴールデングローブ賞 助演男優賞ノミネート 全米映画俳優組合賞助演男優賞ノミネート ニューヨーク映画批評家協会賞 助演男優賞受賞 インデペンデント・スピリット賞助演男優賞受賞 シカゴ映画批評家協会賞助演男優賞受賞 オンライン映画批評家協会賞助演男優賞受賞 | 磯部勉                                                                   |
| 2002年 | オールド・ルーキー The Rookie                                      | ジム・モリス                   | | 大塚明夫                                                                 |
| 2003年 | コールド・クリーク 過去を持つ家 Cold Creek Manor                   | クーパー・ティルソン           | | 大塚明夫                                                                 |
| 2004年 | フライト・オブ・フェニックス Flight of the Phoenix                 | フランク・タウンズ             | | 磯部勉                                                                   |
| 2004年 | アラモ The Alamo                                                   | サム・ヒューストン将軍         | | 大塚明夫                                                                 |
| 2004年 | デイ・アフター・トゥモロー The day after tomorrow                  | ジャック・ホール               | | 原康義（ソフト版） 江原正士（テレビ朝日版）                              |
| 2004年 | イン・グッド・カンパニー In Good Company                           | ダン・フォアマン               | | 原康義                                                                   |
| 2005年 | ヘレンとフランクと18人の子供たち Yours, Mine and Ours              | フランク・ビアズリー           | | 大川透                                                                   |
| 2006年 | アメリカン・ドリームズ American Dreamz                             | ジョセフ・ステイトン大統領     | | 菅生隆之                                                                 |
| 2008年 | バンテージ・ポイント Vantage Point                                 | トーマス・バーンズ             | | 原康義                                                                   |
| 2008年 | 賢く生きる恋のレシピ Smart People                                  | ローレンス・ウェザーホールド   | |                                                                          |
| 2008年 | エクスプレス 負けざる男たち The Express                            | ベン・シュワルツワルダー       | |                                                                          |
| 2009年 | ホースメン Horsemen                                                | エイダン・ブレスリン           | | 加藤亮夫                                                                 |
| 2009年 | G.I.ジョー G.I.Joe:The Rise of Cobra                               | 司令官ホーク                   | | 原康義                                                                   |
| 2009年 | パンドラム Pandorum                                                | ペイトン                       | | てらそままさき                                                           |
| 2010年 | レギオン Legion                                                    | ボブ・ハンソン                 | | てらそままさき                                                           |
| 2010年 | The Special Relationship                                           | ビル・クリントン               | テレビ映画 エミー賞主演男優賞 (ミニシーリーズ/テレビ映画部門)ノミネート ゴールデングローブ賞主演男優賞 (ミニシリーズ・テレビ映画部門)ノミネート 全米映画俳優組合賞男優賞 (テレビ映画・ミニシリーズ)ノミネート                                           | N/A                                                                      |
| 2011年 | ソウル・サーファー Soul Surfer                                     | トム・ハミルトン               | | 堀内賢雄                                                                 |
| 2011年 | フットルース 夢に向かって Footloose                                | ショー・ムーア牧師             | | 仲野裕                                                                   |
| 2011年 | アイ・ソウ・ザ・デビル 〜目撃者〜 Beneath the Darkness             | イーライ・ヴォーン             | | （日本語吹替版なし）                                                     |
| 2012年 | 恋愛だけじゃダメかしら? What to Expect When You're Expecting       | ラムジー・クーパー             | | 西谷修一                                                                 |
| 2012年 | ザ・ワーズ 盗まれた人生 The Words                                  | クレイ・ハモンド               | |                                                                          |
| 2012年 | スマイル、アゲイン Playing for Keeps                               | カール                         | | 西谷修一                                                                 |
| 2012年 | チェイス・ザ・ドリーム At Any Price                                | ヘンリー                       | | 水内清光                                                                 |
| 2013年 | ムービー43 Movie 43                                                | チャーリー・ウェスラー         | 「The Pitch」に出演 | 原康義                                                                   |
| 2015年 | ニュースの真相 Truth                                               | ロジャー・チャールズ中佐       | | 原康義                                                                   |
| 2017年 | 僕のワンダフル・ライフ A Dog's Purpose                             | 大人のイーサン                 | | 大塚明夫                                                                 |
| 2018年 | アイ・キャン・オンリー・イマジン 明日へつなぐ歌 I Can Only Imagine | アーサー・ミラード             | | （日本語吹替版なし）                                                     |
| 2018年 | KIN/キン Kin                                                       | ハル・ソリンスキー             | | （日本語吹替版なし）                                                     |
| 2018年 | プリテンダーズ ふたりの映画ができるまで The Pretenders             | ジョー                         | | （日本語吹替版なし）                                                     |
| 2019年 | 侵入する男 The Intruder                                            | チャーリー・ペック             | | てらそままさき                                                           |
| 2019年 | 僕のワンダフル・ジャーニー A Dog's Journey                         | イーサン・モンゴメリー         | | 大塚明夫                                                                 |
| 2019年 | ミッドウェイ Midway                                                | ウィリアム・ハルゼー・ジュニア | | 菅生隆之                                                                 |
| 2021年 | ブルー・ミラクル Blue Miracle                                      | ウェイド                       | | （日本語吹替版なし）                                                     |
| 2022年 | ストレンジ・ワールド/もうひとつの世界 Strange World                | イェーガー・クレイド           | 声の出演 | 大塚明夫                                                                 |
| 2023年 | The Long Game                                                      | Frank Mitchell                 | | N/A                                                                      |
| 2023年 | ウイング・アンド・プレイヤー On a Wing and a Prayer                | Doug White                     | | 大塚明夫                                                                 |
| 2023年 | スラムドッグス Strays                                              | バードウォッチャー             | 声の出演 | 大塚明夫                                                                 |
| 2023年 | リッキー・ヒル 奇跡のホームラン The Hill                           | ジェームズ・ヒル牧師           | |                                                                          |
| 2024年 | サブスタンス The Substance                                         | ハーヴェイ                     | |                                                                          |
| 2024年 | レーガン Reagan                                                    | ロナルド・レーガン             | |                                                                          |
| 2026年 | I Can Only Imagine 2                                               | Arthur Millard                 | |                                                                          |

### テレビシリーズ
| 放映年          | 邦題 原題                                           | 役名                             | 備考                        | 日本語吹替         |
| --------------- | --------------------------------------------------- | -------------------------------- | --------------------------- | ------------------ |
| 2012年 - 2013年 | VEGAS/ベガス Vegas                                  | ラルフ・ラム                     | 計21話出演 兼共同製作総指揮 | 菅生隆之           |
| 2015年 - 2016年 | アート・オブ・モア 美と欲望の果て The Art of More   | サム・ブルックナー               | 計20話出演 兼製作総指揮     | 大塚明夫           |
| 2019年          | 弁護士ビリー・マクブライド Goliath                  | ウェイド・ブラックウッド         | 計8話出演                   | 山野井仁           |
| 2019年          | メリーハッピーとんでもホリデー Merry Happy Whatever | ドン・クイン                     | 計8話出演 兼製作総指揮      | 内田直哉           |
| 2023年          | フル・サークル Full Circle                          | ジェフ・マッカスカー             | Maxミニシリーズ             | （吹き替え版なし） |
| 2023年          | 法執行人: バス・リーブス Lawmen: Bass Reeves        | シェリル・リン                   |                             | 大塚明夫           |
| 2025年          | ハッピーフェイス Happy Face                         | キース・ハンター・ジェスパーソン | メインキャスト              | 菅生隆之           |

## 日本語吹き替え
主に担当しているのは、以下の二人である。
大塚明夫
『ワイアット・アープ』（ソフト版）で初担当。以降、大半の作品を担当している。
大塚は自身が担当した作品の中でも『オーロラの彼方へ』（日本テレビ版）と『ドラゴンハート』（ソフト版・日本テレビ版）の二作品が特に思い入れ深いと公言しており、「忘れられないなあ」と語っている。
原康義
『デイ・アフター・トゥモロー』（ソフト版）で初担当。以降、大塚の次に多く吹き替えている。
このほかにも、菅生隆之、磯部勉、谷口節、大塚芳忠、てらそままさきなども複数回、声を当てている。

## 参照
1. ↑  “Meg Ryan says Dennis Quaid cheated on her”.   MSN. 2012年8月20日閲覧。
2. ↑  “Dennis & Kimberly Quaid Welcome a Boy & Girl”. People (2007年11月8日). 2010年9月20日閲覧。
3. ↑  Haldeman, Peter (November 2008). “Dennis Quaid”. Architectural Digest 2011年9月3日閲覧。.
4. ↑  “Dennis Quaid's Newborn Twins Fighting for Life”. Fox News Channel. (2007年11月21日) 2010年9月20日閲覧。
5. ↑  Ornstein, Charles; Gorman, Anna (2007年11月21日). “Possible medical mix-up for twins”. Los Angeles Times 2011年7月19日閲覧。
6. ↑  Dennis Quaid and wife sue drug maker.
7. ↑  “Dennis Quaid's Wife Files for Divorce: Report”. People. (2012年3月9日) {{cite news}}: |publisher=では太字とイタリック体は使えません。 (説明); 不明な引数|1=が空白で指定されています。 (説明)⚠⚠
8. ↑  デニス・クエイド、養育費の“増額”を自ら申請 - ライブドアニュース
9. ↑  “大塚明夫のTwitter”. 2023年12月18日閲覧。